# Processo di Malmedy

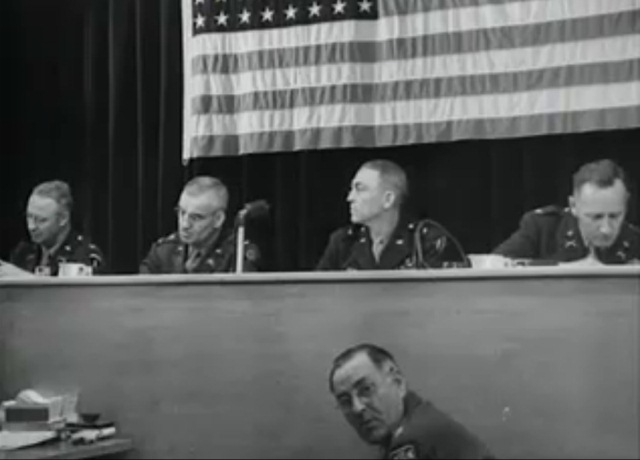
I giudici del processo di Malmedy, 1946.

Il processo di Malmedy fu un processo tenuto nel campo di Dachau dal 16 maggio al 16 luglio 1946 per crimini di guerra, svolto davanti a un tribunale militare statunitense contro 73 imputati tedeschi.
Tutti gli imputati furono giudicati colpevoli, furono comminate 43 condanne a morte, non eseguite, e 30 pene detentive.

## Corso

### Processi

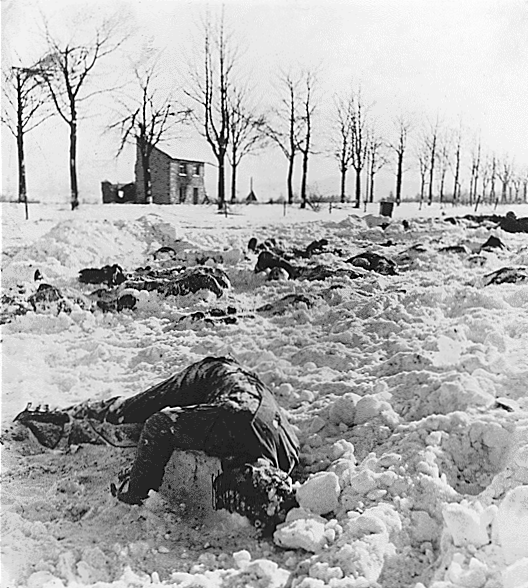
Soldati statunitensi uccisi a Malmedy nel 1944.

Nel processo, i 73 membri della 1. SS-Panzer-Division "Leibstandarte SS Adolf Hitler" furono accusati di aver sparato a 77 soldati statunitensi catturati, evento noto come massacro di Malmedy avvenuto nel dicembre 1944, durante l'offensiva delle Ardenne nell'area di Stavelot, dove furono commessi anche 130 omicidi contro civili tra uomini, donne e bambini.
All'udienza, l'avvocato difensore Rudolf Aschenauer affermò che gli imputati furono costretti a rilasciare delle dichiarazioni incriminanti e di aver subito dei maltrattamenti. Gli avvocati della difesa tedeschi non ebbero accesso ai fascicoli dell'interrogatorio. Successivamente, 51 soldati firmarono gli affidavit affermando di essere stati torturati durante l'interrogatorio.

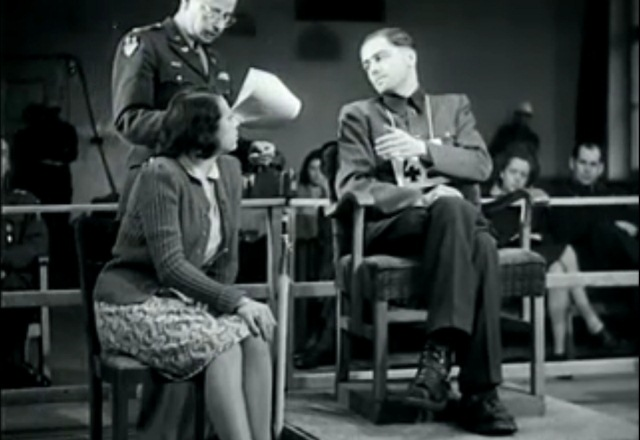
Il procuratore capo Frank Burton Ellis, Joachim Peiper e l'interprete, 1946.

### Sentenze emesse
- 43 condanne per impiccagione, tra cui lo SS-Standartenfuhrer Joachim Peiper;
- 22 condanne all'ergastolo, tra cui lo SS-Oberst-Gruppenfuhrer Sepp Dietrich;
- altre condanne da 1 a 15 anni, da 5 a 10 anni, da 2 a 20 anni di carcere.

### Conseguenze politiche
La maggior parte dei cittadini statunitensi sottolineò il fatto che le accuse di violazioni della legge e di pratiche sleali dovessero essere adeguatamente chiarite. La commissione d'inchiesta statunitense non fu in grado di confermare le accuse di tortura, pur riscontrando che le indagini preliminari non furono condotte correttamente. Durante le indagini, alcuni statunitensi, amareggiati per gli omicidi dei prigionieri di guerra, ricorsero ad abusi ed intimidazioni. Sulla base dei risultati dubbi delle indagini, la Commissione espresse il parere di non voler eseguire le condanne a morte mettendo così in discussione la legittimità del procedimento svolto. Gli ambienti politici di destra negli Stati Uniti sfruttarono queste accuse per agitare l'opinione pubblica contro il programma di applicazione della legge delle autorità di occupazione americane e contro la politica presumibilmente infiltrata dai comunisti del governo Truman, anche il senatore Joseph McCarthy sfruttò il processo di Malmedy per la sua carriera.
Tutte le condanne a morte furono successivamente commutate in condanne alla reclusione; nell'aprile del 1948 furono rilasciati i primi detenuti dalla prigione di Landsberg, alla fine del 1953 rimanevano in carcere ancora 32 detenuti, tra cui Kurt Sickel (medico nelle SS, medico di polizia e capo del dipartimento ebraico delle SS e capo della polizia a Lublino e SS-Hauptsturmführer, fu rilasciato il 17 maggio 1954), e altri 10 condannati alla fine del 1954. In seguito, furono rilasciati Georg Preuß (30 novembre 1956), Joachim Peiper (22 dicembre 1956) e l'austriaco Hubert Huber (29 gennaio 1957).
Successivamente, anche l'ex procuratore capo dell'esercito americano, Ellis, attestò a Peiper che negli Stati Uniti si diffuse la voce che il processo Malmedy si svolse in un clima di odio, vendetta e rappresaglia, e che forse non fu del tutto conforme alla legge: le confessioni furono estorte ai 74 soldati delle SS accusati nelle indagini preliminari attraverso torture fisiche e psicologiche.